# Arthur Turner (futbolista nacido en 1867)
Arthur Samuel Turner (Birmingham, Inglaterra, Reino Unido, 1867 - fallecido después de 1890) fue un futbolista británico que jugó con el Small Heath en la Football Alliance. Se desempeñaba en la posición de delantero interior.
Nacido en la ciudad de Birmingham, Turner se unió al Small Heath tras ser liberado del Aston Villa sin disputar ningún partido con el primer equipo. Con el Small Heath, jugó un encuentro durante la segunda temporada de este equipo en la Football Alliance, en el que sustituyó a Charlie Short en una derrota como local por tres goles a cuatro contra el Darwen, en noviembre de 1890. Tras la conclusión de esta campaña, Turner no siguió en el equipo para disputar la temporada 1890-91.

## Trayectoria
| Club              | País       | Temporadas | Partidos | Goles |
| ----------------- | ---------- | ---------- | -------- | ----- |
| Aston Villa F. C. | Inglaterra | ¿?-¿?      | 0        | 0     |
| Small Heath       | Inglaterra | 1890-1891  | 1        | 0     |

### Citas
1. 1 2  Matthews, 1995, p. 130.
2. ↑  Matthews, 1995, p. 140.